# María Elisa Rivera Díaz
María Elisa Rivera Díaz (Arecibo, 1887) fue una médica puertorriqueña. Una de las dos primeras mujeres de Puerto Rico en obtener un título médico; junto a Ana Janer en 1909. Ambas se graduaron en la misma clase de la escuela de medicina en 1909 y, por lo tanto, podrían ser consideradas la primera médica puertorriqueña.
Rivera Díaz se graduó del Women's Medical College of Baltimore y comenzó su práctica médica ese mismo año. Fue la primera mujer puertorriqueña en graduarse de la escuela de medicina con los más altos honores.